# Cethosia mysolensis
Cethosia mysolensis är en fjärilsart som beskrevs av Hans Fruhstorfer 1913. Cethosia mysolensis ingår i släktet Cethosia och familjen praktfjärilar. Inga underarter finns listade i Catalogue of Life.